# Nephrotoma distans
Nephrotoma distans is een tweevleugelige uit de familie langpootmuggen (Tipulidae). De soort komt voor in het Palearctisch gebied.